# Крутень Євграф Миколайович
Євграф Миколайович Крутень (17 (29) грудня 1890, Київ — 19 червня 1917, Плотича) — український військовий льотчик, ас винищувальної авіації Першої світової війни, капітан. Основоположник тактики вітчизняної винищувальної авіації.

## Біографія
Народився 17 (29 грудня) 1890 року в Києві в родині Миколи Євграфовича й Кароліни Карлівни. Невдовзі після його народження батьки розлучилися, мати переїхала до Санкт-Петербурга, а він залишився з батьком, кадровим офіцером.
По закінченні Київського кадетського корпусу поступив до Павловського військового училища в Санкт-Петербурзі, а потім перевівся до Костянтинівського артилерійського училища. В 1911 році отримав чин прапорщика й був зарахований до 4-го кінно-артилерійського дивізіону, що дислокувався в Київському військовому окрузі. В 1912 році став підпоручиком і був переведений до 2-ї батареї 2-го кінно-гірського артилерійського дивізіону. В 1913 році направлений на маневри, де відпрацьовувалися можливості взаємодії артилерії та авіації, там за власним бажанням був переведений до 3-ї київської авіаційної роти, згодом служив спостерігачем і коректувальником вогню артилерійської батареї з літака в авіазагоні, яким командував Петро Нестеров. 9 вересня (27 серпня) 1913 року був присутнім на Сирецькому аеродромі в Києві, коли Петро Нестеров виконував там «мертву петлю».
На початку 1914 року за рекомендацією П. Нестерова поступив у Гатчинську військову авіаційну школу. Натхненний майстерністю Петра Нестерова Євграф Крутень вирішив обов'язково навчитись фігурному літанню. Проте фігури вищого пілотажу не входили в програму навчання льотчиків, крім того в школах, після мобілізації, залишились такі машини, на яких небезпечно було займатися навчанням фігурним польотів. Зустріч з відомим російським льотчиком О. Шиуковим, який тоді переучувався у Гатчині, допомогла Є. Крутеню здійснити свій намір. Олексій Шиуков показав де зберігається спеціально зміцнений «Фарман» французького льотчика гастролера Пуаре, що виконував на цій машині петлі, а на початку війни залишив Росію і виїхав на батьківщину, покинувши свій літак. На цьому літаку Є. Крутень і практикував виконання фігур вищого пілотажу, навчаючись мистецтву П. М. Нестерова. Вже у вересні цього ж року виконав дві «мертві петлі» П. Нестерова й був направлений на фронт.
Навесні 1915 року керував першим в історії авіації нічним груповим польотом над територією противника. У листопаді цього ж року призначений командиром 2-го армійського авіазагону і невдовзі виїхав до Москви на завод «Дукс» для випробування й приймання нових літаків. Подав на розгляд керівництва рапорт про створення спеціальних авіаційних винищувальних загонів для атак на ворожі літаки. Його рапорт був розглянутий в Управлінні військового повітряного флоту, й невдовзі почалося формування таких загонів. У травні 1916 року Крутень був призначений командиром 2-го авіазагону винищувачів. У серпні цього ж року його загін прибув на фронтовий аеродром поблизу міста Несвіжа. Під час атак на ворожі літаки він сам збив кілька машин, а дві змусив приземлитися на зайнятій російськими військами території. У листопаді 1916 року у складі фронтових льотчиків відряджений до Франції для вивчення досвіду союзників і нових типів літаків. Деякий час воював у французькій 3-й ескадрильї «Лелек», збив два німецькі літаки. Був нагороджений «Бойовим Хрестом з пальмовою гілкою».

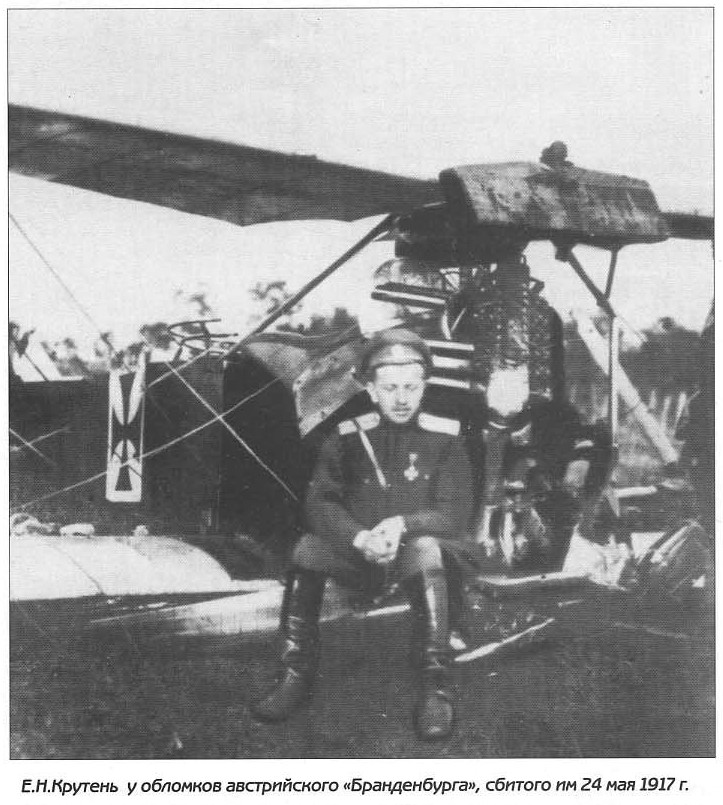
Крутень біля підбитого літака

Після короткочасного візиту до Великої Британії в березні 1917 року повернувся в Росію, був підвищений у званні до штабс-капітана і призначений командиром 2-ї бойової авіагрупи, що діяла на Південно-Західному фронті. Розробив понад два десятки способів атаки одиничними машинами, а також у парі та групою літаків. Був першим в історії авіації винищувачем, хто придумав і застосував на практиці вертикальний маневр у повітряному бою. Він як правило, спочатку пікірував на ворожий літак ззаду згори, а потім, пролетівши вниз за хвостом ворожої машини, круто шугав угору під «черево» ворожого літака і майже в упор випускав по ньому коротку кулеметну чергу із трьох-п'яти куль. Здебільшого Є. Крутень збивав літаки з першої атаки. Застосовував атакування ворога парою літаків, що діють скоординовано (з часом ці прийоми отримали найширше застосування, особливо в роки Другої світової війни). На німецьких оперативних картах район дій винищувальної групи Є. Крутеня позначали червоною лінією, як такої зони, з якої німецькі літаки майже ніколи не поверталися.
Написав (після повернення з-за кордону) серію брошур, зокрема:
- «Наставление летчику-истребителю»;
- «Воздушный бой»;
- «Военная авиация во Франции»;
- «Что думалось в Лондоне»;
- «Нашествие иноплеменников»;
- «Кричащие нужды русской авиации».

У повітряних боях збив більше 10 (що офіційно засвідчено) ворожих літаків.
За життя був нагороджений Золотою Георгієвською зброєю, а також орденами Святої Ганни 4-го ступеня з мечами, Святого Станіслава 2-го та 3-го ступенів, Святого рівноапостольного князя Володимира 4-го ступеня з мечами, Святого Георгія 4-го ступеня.

### Загибель
6 (19 червня) 1917 року на аеродромі в с. Плотича під Тернополем під час посадки з пустими баками після повернення з бойового завдання на невеликій висоті зірвався у штопор і розбився. Можливою причиною цього, на думку його колег-пілотів, могло бути те, що Крутень був поранений, або ж, як припускають інженери, під час перевороту літака непередбачувано запрацював двигун і всі розрахунки пілота виявилися марними. Посмертно його підвищили у званні до підполковника й нагородили орденом святого Георгія 3-го ступеня.
Останки тіла Крутеня були перевезені до Києва й поховані неподалік стіни Микільської військової церкви на території Видубицького Свято-Михайлівського монастиря.

## Пам'ять
На честь Крутеня 2-й бойовій авіагрупі присвоїли його ім'я та випустили спеціальну медаль з його зображенням, на якій Євграф Крутень був зображений у хвацько зсунутому набік кашкеті. Був також створений фонд (поточний рахунок було відкрито в Могильовському банку), названий його іменем і засновано стипендію для випускників військових училищ.

Могила Євграфа Крутеня

Уже за доби СРСР заслужений льотчик-випробувач, Герой Радянського Союзу, киянин О. Граціанський багато зробив для увічнення в УРСР пам'яті видатних льотчиків, розшукав могилу Крутеня й організував перепоховання його праху на Лук'янівському кладовищі поряд з могилою П. Нестерова (ділянка № 13-1). На гроші авіаконструктора О. Антонова на могилі встановили гранітну плиту з написом «Легендарный витязь неба…».
У літературі, однак, є твердження, що в могилі на Лук'янівському кладовищі помилково був перепохований не прах Крутеня, а іншого льотчика.
Один з провулків Житомира носить ім'я Льотчика Крутеня.